# 花は咲くか
『花は咲くか』（はなはさくか）は日高ショーコによる日本のボーイズラブ漫画作品。ドラマCD化、実写映画化された。

## 概要
『ルチル』（幻冬舎コミックス）にて連載された。累計発行部数35万部を超え、「このBLがやばい！2016年度版」（宙出版）第4位に選出された。

## ストーリー
広告代理店勤務の桜井和明が出会ったのは、無愛想な大学生・水川蓉一。下宿をやっている蓉一の家を訪れるようになった桜井は次第に蓉一に惹かれていく。

## 書籍情報
- 作者：日高ショーコ『花は咲くか』幻冬舎コミックス〈バーズコミックス ルチルコレクション〉全5巻

1. 2009年12月24日発売、ISBN 978-4344818279
2. 2010年9月24日発売、ISBN 978-4344820418
3. 2011年12月24日発売、ISBN 978-4344823808
4. 2013年4月24日発売、ISBN 978-4344828018
5. 2015年3月31日発売、ISBN 978-4344833852

## ドラマCD
- 『ルボー・サウンドコレクション ドラマCD 花は咲くか』マリン・エンタテインメント、2011年05月25日発売、MMCC-3168
- 『ルボー・サウンドコレクション ドラマCD 花は咲くか2』マリン・エンタテインメント、2013年12月20日発売、MMCC-3175

担当声優
水川蓉一：近藤隆
桜井和明：森川智之
藤本浩輝：鈴木達央
水川菖太：岡本信彦
岩崎竹生：日野聡
吉富桔平：杉崎亮
柏木雅史：三宅健太
他

## 実写映画
2018年2月24日公開。主人公・水川蓉一役を、『動物戦隊ジュウオウジャー』などで活躍する「ジュノン・スーパーボーイ・コンテスト」のファイナリストでもある渡邉剣 が、その水川と恋に落ちるサラリーマン桜井和明役を、『HiGH&LOW』『仮面ライダー剣』の天野浩成（女優雛形あきこの夫）が演じていることで話題。監督を務めるのは、これが長編映画デビューとなる谷本佳織。

### スタッフ
- 監督 - 谷本佳織
- 脚本 - 高橋ナツコ
- プロデューサー -日野原彩子
- アソシエイト・プロデューサー - 菅谷英智 、 高橋浩
- 脚本 - 高橋ナツコ
- 企画 - 加藤和夫
- 撮影 - 上野彰吾
- 音楽 - 加藤亜祐美
- 音楽プロデューサー - 中谷しの
- 主題歌 -  綱希美香「ふたり願い星」
- 美術 - 松田香代子
- 編集 - 柳澤和子
- 録音 - 光地拓郎
- キャスティングプロデューサー -福岡康裕
- ヘアメイク - 竹川紗矢香
- 助監督 -六車雅宣
- 衣装 - 工藤唯
- 照明 - 赤津淳一
- 装飾 - 榊さくら
- プロダクション・マネージャー - 杉崎隆行
- ライン・プロデューサー - 林周治
- 整音 -宮本明子
- 美術監督 - 若松孝市
- 絵画製作・監修 - 木下令子

### キャスト
水川蓉一（みながわ　よういち）
演 - 渡邉剣
桜井和明（さくらい　かずあき）
演 - 天野浩成
藤本浩輝（ふじもと　こうき）
演 - 塩野瑛久
水川菖太（みながわ　しょうた）
演 - 小原唯和
岩崎竹生（いわさき　たけお）
演 - 水石亜飛夢
吉富桔平（よしとみ　きっぺい）
演 - 本宮泰風
渡邉剣、天野浩成、塩野瑛久、小原唯和、水石亜飛夢、本宮泰風、全員特撮ヒーロー出身である。
映画での吉富は、原作マンガに登場する重要人物「柏木」のキャラクター要素を含んだ人物設定となっている。